# 甲州枡
甲州枡（こうしゅうます）は、江戸時代に甲斐国で用いられた枡。
『甲斐国志』（以下『国志』）国法之部に拠れば、甲斐四郡のうち都留郡を除く山梨郡、八代郡、巨摩郡の国中三郡で通用していた独自の制度。大小切税法、甲州金とともに甲州三法と呼ばれ、戦国期の武田氏時代の遺制であるとする伝承を持つ。通称は国枡で、別称に大桝、信玄枡とも呼称される。
甲州枡は武田氏時代の由緒を持つ職人が作成し、村方では穀物を計量する日用器具であったほか農耕儀礼にも用いられるなど聖性を帯びた存在であったが、酒や油の計量には京枡も用いられた。

## 甲州枡の起源

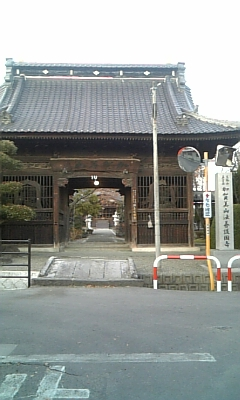
法善寺

甲州枡の起源は不詳であるが、戦国期には武田晴信（信玄）・勝頼期に拡大した武田領国において秤量器具など度量衡の統一が行われていたことが文書からも確認される。枡制に関しても全国的に通用していた京枡に対し天文20年（1551年）7月11日付板垣信憲・甘利昌忠連署判物など武田氏時代の公定枡が存在していた可能性を示す文書が存在することからも、武田氏時代の創始であるとする説が有力視されている。
甲斐国では戦国時代以来、甲州枡を用いて「一俵＝籾二斗入」の基準で俵入数値が定められていたことが指摘される。この基準に基づいた俵は「甲州俵」と称された。
江戸時代には、『甲斐国志』国法之部では甲州枡の起源を不詳としながらも、古代の升制との関わりを考察している。甲州枡の起源に関して、江戸時代に甲府城下三ノ堀内で枡職を営む枡屋伝之丞の申し立てによれば、戦国時代・武田信玄の時代に枡屋の祖先である細工師の小倉惣次郎が細工御用を仰せ付かり、天正10年（1582年）の武田氏滅亡後に甲斐を領有した徳川氏からも枡職を公認されたという。また、『甲斐国志』国法之部では、『甲斐国志』編纂時点で山梨県南アルプス市加賀美に所在する法善寺に伝来していた永禄8年（1565年）の『加賀美山法善寺寺領帳』（現在は亡失）を引用し、法善寺の寺領である石米高358俵6升は二斗入の甲州枡により換算されていたとしている。
小倉惣次郎は天正4年（1576年）に勝頼から普請役免許を受けている御用商人である。武田氏時代に公定枡の作成に携わっていたかは不明であるが、惣次郎の子孫は近世初頭に形成された甲府城下の工町に在住し、江戸時代には枡屋を称して枡職を営んでいる。江戸時代には民衆の間では甲州枡存続運動における三郡百姓の願書において、甲州枡は国母地蔵や稲作伝来と関係させた神話的起源の伝承も形成された。
一方、甲斐国都留郡は戦国時代には有力国衆の小山田氏が支配し、都留郡では甲州枡より容積の小さい郡内枡が通用していた。『甲斐国志』によれば、郡内枡は小山田氏が制定したもとであるされ、甲州枡における八合三勺三才三を一升とし、新京枡では二升五合に相当していた。また、国中地方でも甲斐国二宮・美和神社（笛吹市御坂町二ノ宮）では独自の宮枡が使用されていた。

## 甲州枡の形態
枡屋で製作された国枡は同じく三ノ堀鍛冶町の鍛冶職である斎木氏により製作された鉄具が装着された。さらに、内側四面と底部には枡屋の焼印が、外側には斎木氏の焼印が押された。斎木氏は枡屋と同じく先祖が陣具御用を務めたという御用職人である。国枡は枡屋の主力製品で鉄具無しは半額で販売し、売上は斎木氏と折半していたという。甲州枡の1升は京枡の3升に当たる。容積は方7寸5分、深さ3寸5分であった。甲州枡は鉄判（かなばん）とも三升枡とも呼ばれた。
上記の甲州枡の4分の1の枡は俗に「センジ」と呼ばれ、一配、端午（はたご。一杯入ハタゴ枡）、四ツ入ともいった。すなわち京枡7合5勺入、方4寸4分8厘、深さ2寸4分5厘である。これは1日1人の賄料であった。さらに「センジ」の2分の1を「ナカラセンジ」と呼称した。すなわち甲州枡の8分の1に当たる。京枡3合7勺5撮入、方3寸6分、深さ1寸9分である。またさらにこの2分の1を「小ナカラセンジ」といった。すなわち甲州枡1升の16分の1であり、京枡1合8勺7撮5入、方2寸6分5厘、深さ1寸7分5厘余である。以上の4種の枡の容量に関する記述は「本朝度量権衡考」により、ただし『国志』によるとその寸法はまた相違する。

## 江戸幕府の量制政策と甲州枡存続訴願運動

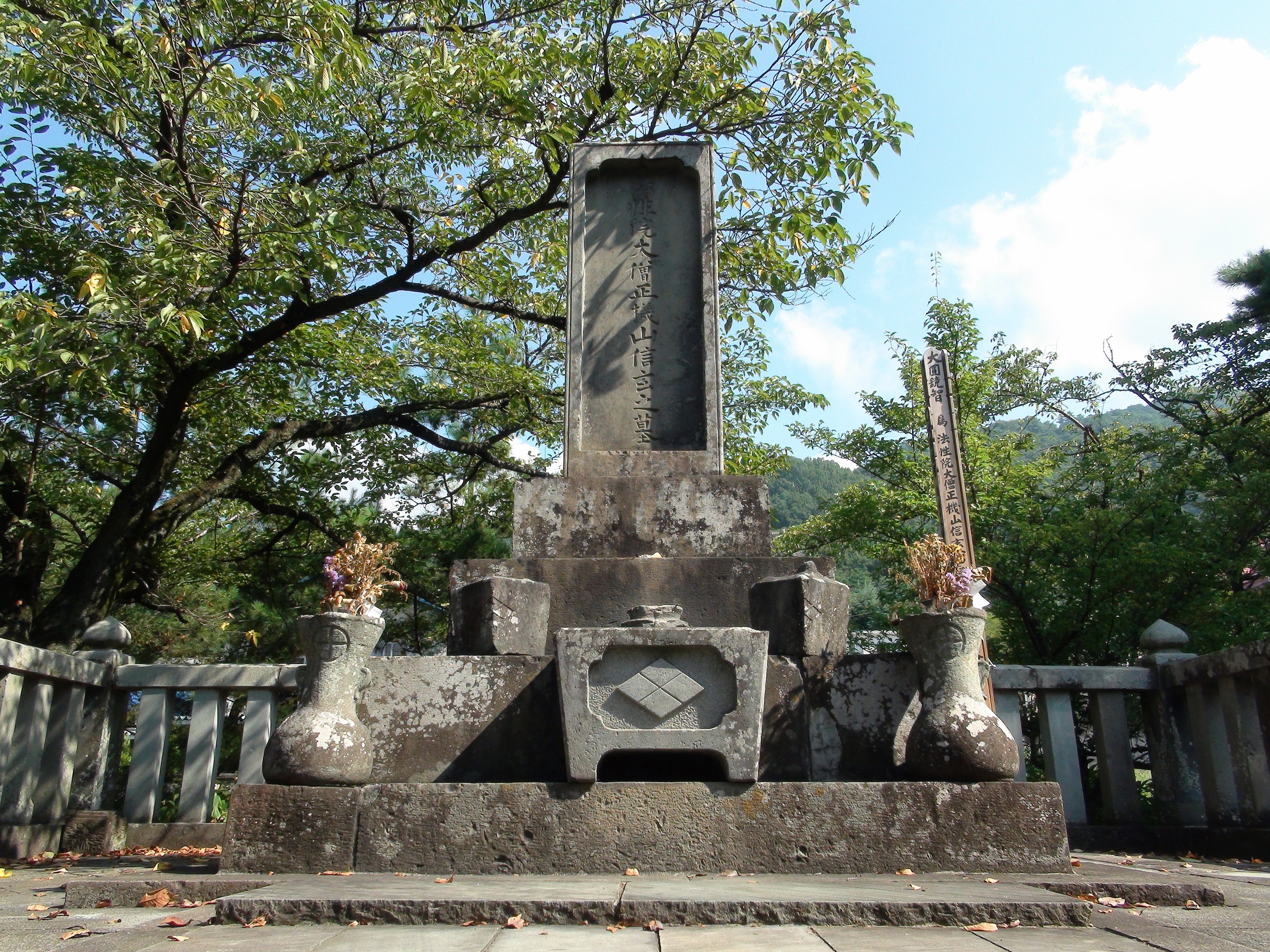
甲府市岩窪町の武田信玄公墓所

江戸幕府は石高制の基礎となる量制政策において、枡の一元化を企図し諸大名に国枡の使用状況を調査させた。これにより京枡が公用枡と定められ、江戸をはじめ諸国において使用を義務づけられたが、甲斐国では国枡の使用が認められていた。天正10年（1582年）の武田氏滅亡後、慶長年間に徳川氏の甲斐領国経営に当たった大久保長安ら四奉行は、量制統一を企図し枡屋に対して京枡を手本とした新枡を政策させているが、枡屋は武田氏時代の由緒から国枡の作製を請願し、甲斐一国内に限り存続は認められた。
江戸時代には甲府藩時代から享保9年の幕府直轄領時代まで何度か国枡改廃が試みられたが、村方や町方が一体となった存続運動が起こり、幕府側が譲歩する形で幕末まで継続された。安永5年（1776年）2月には江戸枡座である樽屋が幕府に請願して東国における枡改の触が出され、同年3月には甲府勤番から町方へ触が披露された。枡屋は国枡の存続を請願するが同年末には職分差し止めとなり、四分代官を通じて材方へも通達された。安永9年（1780年）6月に江戸から枡荷物が届くと材方を中心に国枡撤廃の危機感が強まり、同年8月には三郡百姓は甲州枡存続の嘆願書を三分代官に提出し、町方惣代からも甲府勤番へ国枡存続の願書が提出された。この運動は天明4年（1784年）に決着するまで三郡百姓は頑強に抵抗した。
甲州枡は他の二法とともに信玄時代の恩典とする意識が強く、存続運動を通じて甲州三法の信玄起源説が強化され、山梨郡岩窪村（甲府市岩窪町）の信玄墓所がこれを契機に整備されているなど信玄崇拝意識が強化されていることも指摘されている（秋山敬による）。明治期には県庁主導により公的使用は廃止されるが生活面での使用は続き、大正時代には商工会議所を中心とした廃止の申し合わせにより、消滅した。